# Sammansatt ränta

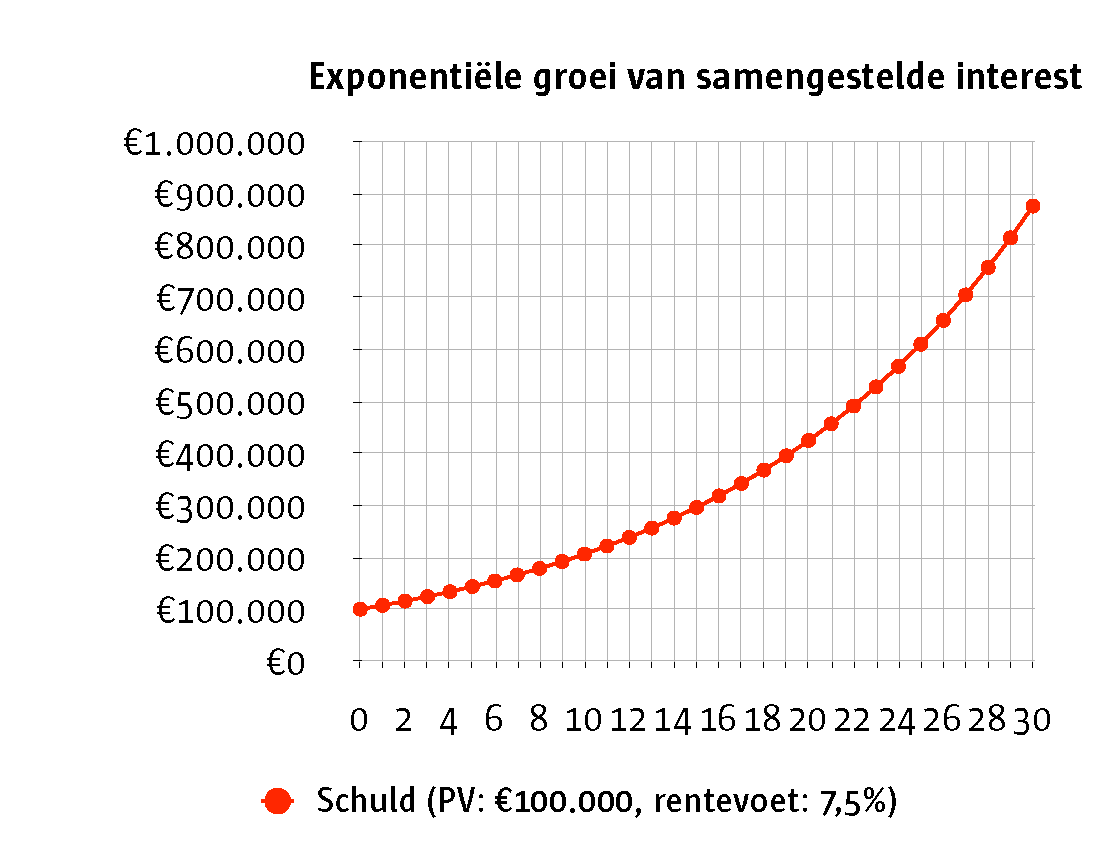
Den exponentiella tillväxten som kommer av en insättning på 100 000 euro med 7,5 ränta per år.

Sammansatt ränta, eller ränta på ränta, är ränta som beräknas på ursprungsbeloppet plus all tidigare ränta under perioden.

## Översikt
När ett bankkontos utbetalda ränta står kvar på kontot erhålls ränta även på den. Det kallas kumulativ ränta, sammansatt ränta eller ränta-på-ränta-effekt. Beloppet efter en viss tid kan då beräknas.
{\displaystyle k_{t}=k_{0}\left(1+p\right)^{t}}
p är räntesatsen för en viss period, ofta men inte alltid för helår, och t är antalet perioder.
Ränta-på-ränta-effekter kan uppstå i många sammanhang. Exempelvis betalas ofta räntan på banklån flera gånger om året. Eftersom årsräntesatsen brukar divideras med antalet perioder per år, blir den effektiva räntan högre än den marknadsförda årsräntan.
Uttrycket brukar generellt användas för alla investeringar där utdelningar och liknande återinvesteras.